# Gavin Whyte
Gavin Whyte (Belfast, Irlanda del Norte, 31 de enero de 1996) es un futbolista británico que juega en la demarcación de centrocampista para el Derry City F. C. de la Premier Division de la Liga de Irlanda.

## Selección nacional
Tras jugar con la selección de fútbol sub-21 de Irlanda del Norte, finalmente hizo su debut con la selección absoluta el 11 de septiembre de 2018 en un encuentro amistoso contra Israel, partido que finalizó con un resultado de 3-0 a favor del combinado norirlandés tras los goles de Steven Davis, Stuart Dallas y otro del propio Whyte.

### Goles internacionales
| # | Fecha                    | Estadio                                       | Oponente   | Gol | Resultado | Competición                         |
| - | ------------------------ | --------------------------------------------- | ---------- | --- | --------- | ----------------------------------- |
| 1 | 11 de septiembre de 2018 | Windsor Park, Belfast, Irlanda del Norte      | Israel     | 3–0 | 3-0       | Amistoso                            |
| 2 | 4 de septiembre de 2020  | Arena Națională, Bucarest, Rumania            | Rumania    | 1-1 | 1-1       | Liga de Naciones de la UEFA 2020-21 |
| 3 | 30 de mayo de 2021       | Wörthersee Stadion, Klagenfurt, Austria       | Malta      | 0-2 | 0-3       | Amistoso                            |
| 4 | 25 de marzo de 2022      | Estadio de Luxemburgo, Luxemburgo, Luxemburgo | Luxemburgo | 1-3 | 1-3       | Amistoso                            |
| 5 | 24 de septiembre         | Windsor Park, Belfast, Irlanda del Norte      | Kosovo     | 1-1 | 2-1       | Liga de Naciones de la UEFA 2022-23 |

## Clubes
| Club                         | País              | Año       | Partidos | Goles |
| ---------------------------- | ----------------- | --------- | -------- | ----- |
| Crusaders F. C.              | Irlanda del Norte | 2014-2018 | 135      | 43    |
| Oxford United F. C.          | Inglaterra        | 2018-2019 | 46       | 9     |
| Cardiff City F. C.           | Gales             | 2019-2021 | 37       | 1     |
| Hull City A. F. C. (cedido)  | Inglaterra        | 2021      | 20       | 4     |
| Oxford United F. C. (cedido) | Inglaterra        | 2021-2022 | 39       | 1     |
| Cardiff City F. C.           | Gales             | 2022-2023 | 16       | 1     |
| Portsmouth F. C.             | Inglaterra        | 2023-2024 | 34       | 1     |
| Derry City F. C.             | Irlanda del Norte | 2025-     |          |       |

## Palmarés

### Campeonatos nacionales
| Título           | Club            | País              | Año  |
| ---------------- | --------------- | ----------------- | ---- |
| NIFL Premiership | Crusaders F. C. | Irlanda del Norte | 2015 |
| NIFL Premiership | Crusaders F. C. | Irlanda del Norte | 2016 |